# فيشنودارموتارا بورانا
الفيشنودارموتارا بورانا (بالإنجليزية: The Vishnudharmottara Purana)‏ أو فيشنودارموتارا (بالإنجليزية: Vishnudharmottara)‏ هو نص هندوسي موسوعي بطبيعته. إلى جانب الروايات، يتعامل أيضًا مع علم الكونيات، ونشأة الكون، والجغرافيا، وعلم الفلك، وعلم التنجيم، وتقسيم الوقت، وتهدئة الكواكب والنجوم غير المرغوبة، وسلاسل الأنساب (معظمها من الملوك والحكماء)، والأخلاق والعادات، والتكفير عن الذنب، وواجبات فايشنافاس، والقانون والسياسة، واستراتيجيات الحرب، وعلاج أمراض البشر والحيوانات، والمطبخ، والقواعد، وأوزان الشعر، والمعاجم، والمقاييس، والبلاغة، والدراما، والرقص، والموسيقى الصوتية والفنون. يعتبر بمثابة ملحق أو تكملة لنص فيشنو بورانا.

## روابط خارجية
- تحميل Vishnudharmottara الجزء الثالث PDF